# Classifica mondiale IIHF
La Classifica mondiale IIHF è la classifica ufficiale per nazioni della Federazione Internazionale di Hockey su ghiaccio (IIHF). Viene calcolata ogni anno in base ai risultati degli ultimi giochi olimpici invernali e delle ultime quattro edizioni del campionato del mondo. Alla nazionale campione olimpica vengono assegnati 1200 punti; generalmente per ogni posizione successiva vengono calcolati 20 punti in meno, tranne che per le posizioni 2, 3, 5 e 9, le quali ricevono 40 punti in meno della precedente. I risultati delle competizioni più recenti hanno inoltre un peso maggiore nel calcolo del punteggio: l'ultimo campionato disputato ha un peso del 100%, il penultimo del 75%, il terzultimo del 50% e il quart'ultimo del 25%. I tornei più vecchi di 4 anni non hanno alcun peso sulla classifica.
| Posizione | 1    | 2    | 3    | 4    | 5    | 6    | 7    | 8    | 9   | 10  | 11  | 12  | 13  | 14  | 15  | 16  | 17  | 18  | 19  | ... |
| Punti     | 1200 | 1160 | 1120 | 1100 | 1060 | 1040 | 1020 | 1000 | 960 | 940 | 920 | 900 | 880 | 860 | 840 | 820 | 800 | 780 | 760 | ... |

Questo sistema, creato nel 2003, è stato criticato per il fatto che assegna la stessa importanza ai tornei olimpici e al campionato mondiale, anche se nel secondo sono spesso assenti molti dei giocatori migliori, dal momento che sono in genere impegnati nei play-off della NHL. Anche la World Cup of Hockey, organizzata dalla NHL e non dalla federazione internazionale, non rientra nella classifica IIHF.
L'importanza della classifica IIHF sta nel fatto che è utilizzata per definire le partecipanti ai campionati mondiali successivi, oltre a permettere alle migliori squadre in classifica di accedere direttamente ai Giochi Olimpici senza disputare i tornei di qualificazione.

## Classifica maschile

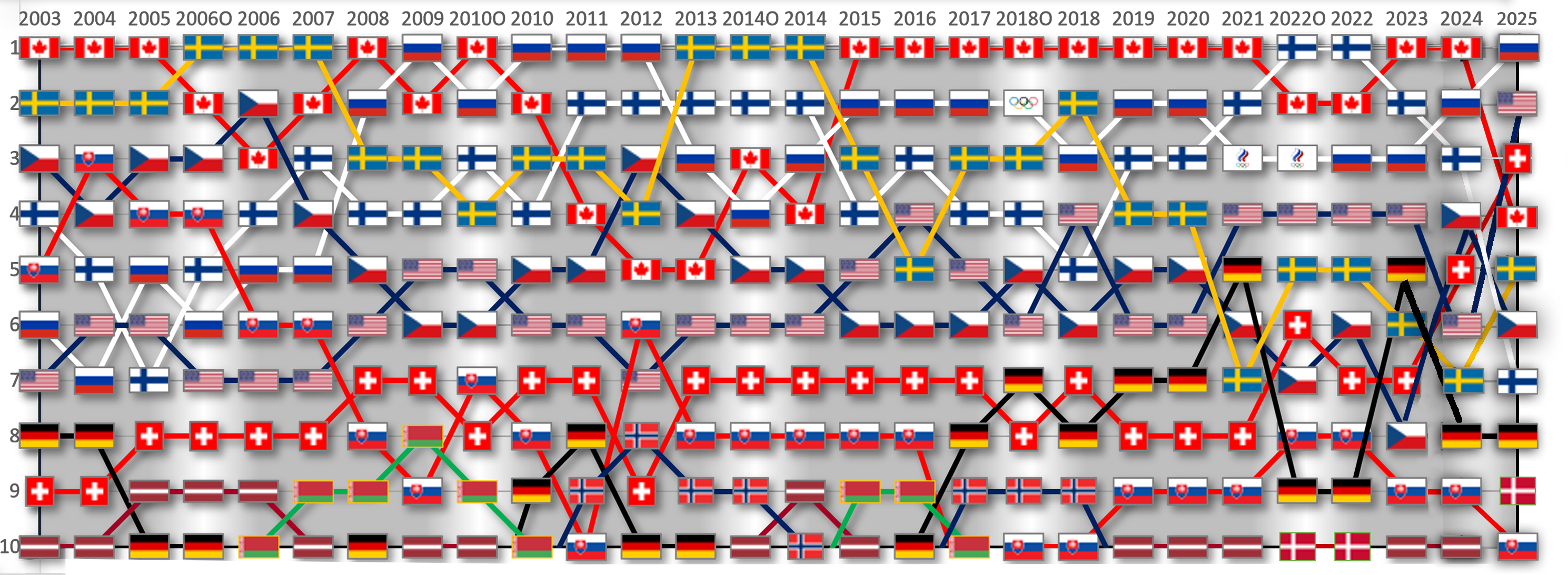
Evoluzione del ranking maschile.

Aggiornata al 15 settembre 2023.
| Pos. | Pos. prec. | Nazione              | Gruppo         | CM 2023 (—) (100%) | CM 2022 (100%) (75%) | OLIMPIADI 2022 (100%) (75%) | CM 2021 (75%) (50%) | CM 2020 (50%) (25%) | CM 2019 (25%) (0%) | Totale |
| ---- | ---------- | -------------------- | -------------- | ------------------ | -------------------- | --------------------------- | ------------------- | ------------------- | ------------------ | ------ |
| 1    | 2          | Canada               | Gruppo A       | 1600               | 1160                 | 1040                        | 1200                | 1200                | 1160               | 4150   |
| 2    | 1          | Finlandia            | Gruppo A       | 1420               | 1200                 | 1200                        | 1160                | 1120                | 1200               | 4080   |
| 3    | 3          | Russia               | Espulsa        | 1520               | 1120                 | 1160                        | 1060                | 1160                | 1120               | 4050   |
| 4    | 4          | Stati Uniti          | Gruppo A       | 1500               | 1100                 | 1060                        | 1120                | 1040                | 1020               | 3940   |
| 5    | 9          | Germania             | Gruppo A       | 1560               | 1020                 | 940                         | 1100                | 1020                | 1040               | 3835   |
| 6    | 5          | Svezia               | Gruppo A       | 1440               | 1040                 | 1100                        | 960                 | 1100                | 1060               | 3800   |
| 7    | 7          | Svizzera             | Gruppo A       | 1460               | 1060                 | 1000                        | 1040                | 1000                | 1000               | 3775   |
| 8    | 6          | Rep. Ceca            | Gruppo A       | 1400               | 1120                 | 960                         | 1020                | 1060                | 1100               | 3735   |
| 9    | 8          | Slovacchia           | Gruppo A       | 1360               | 1000                 | 1120                        | 1000                | 960                 | 960                | 3690   |
| 10   | 11         | Lettonia             | Gruppo A       | 1520               | 940                  | 920                         | 920                 | 940                 | 940                | 3610   |
| 11   | 10         | Danimarca            | Gruppo A       | 1340               | 960                  | 1020                        | 900                 | 900                 | 920                | 3500   |
| 12   | 12         | Norvegia             | Gruppo A       | 1280               | 880                  | 880                         | 880                 | 920                 | 900                | 3270   |
| 13   | 13         | Francia              | Gruppo A       | 1300               | 900                  | 860                         | 840                 | 800                 | 840                | 3240   |
| 14   | 14         | Bielorussia          | Espulsa        | 1260               | 860                  | 840                         | 840                 | 880                 | 780                | 3175   |
| 15   | 16         | Kazakistan           | Gruppo A       | 1320               | 860                  | 700                         | 940                 | 840                 | 800                | 3170   |
| 16   | 15         | Austria              | Gruppo A       | 1260               | 920                  | 800                         | 780                 | 780                 | 820                | 3135   |
| 17   | 19         | Slovenia             | Gruppo A       | 1220               | 800                  | 820                         | 740                 | 740                 | 740                | 2990   |
| 18   | 17         | Italia               | 1ª Divisione A | 1160               | 840                  | 740                         | 820                 | 860                 | 860                | 2970   |
| 19   | 20         | Ungheria             | Gruppo A       | 1240               | 780                  | 780                         | 720                 | 720                 | 720                | 2950   |
| 20   | 18         | Regno Unito          | 1ª Divisione A | 1200               | 820                  | 660                         | 860                 | 820                 | 880                | 2945   |
| 21   | 21         | Corea del Sud        | 1ª Divisione A | 1140               | 740                  | 720                         | 760                 | 760                 | 760                | 2805   |
| 22   | 22         | Polonia              | 1ª Divisione A | 1180               | 700                  | 760                         | 700                 | 660                 | 660                | 2790   |
| 23   | 24         | Romania              | 1ª Divisione A | 1120               | 720                  | 640                         | 660                 | 700                 | 680                | 2645   |
| 24   | 23         | Lituania             | 1ª Divisione A | 1100               | 760                  | 600                         | 680                 | 680                 | 700                | 2630   |
| 25   | 25         | Giappone             | 1ª Divisione B | 1080               | 680                  | 680                         | 640                 | 640                 | 640                | 2580   |
| 26   | 26         | Cina                 | 1ª Divisione B | 1040               | 600                  | 900                         | 500                 | 480                 | 480                | 2535   |
| 27   | 27         | Ucraina              | 1ª Divisione B | 1060               | 660                  | 620                         | 600                 | 600                 | 600                | 2470   |
| 28   | 28         | Estonia              | 1ª Divisione B | 1020               | 640                  | 580                         | 620                 | 620                 | 620                | 2400   |
| 29   | 29         | Paesi Bassi          | 1ª Divisione B | 1000               | 580                  | 560                         | 580                 | 560                 | 580                | 2285   |
| 30   | 30         | Serbia               | 1ª Divisione B | 980                | 620                  | 500                         | 560                 | 580                 | 560                | 2245   |
| 31   | 31         | Croazia              | 2ª Divisione A | 920                | 560                  | 540                         | 540                 | 540                 | 540                | 2150   |
| 32   | 32         | Spagna               | 2ª Divisione A | 960                | 540                  | 520                         | 520                 | 500                 | 500                | 2140   |
| 33   | 33         | Israele              | 2ª Divisione A | 880                | 520                  | 420                         | 460                 | 460                 | 440                | 1930   |
| 34   | 34         | Islanda              | 2ª Divisione A | 860                | 480                  | 480                         | 440                 | 420                 | 420                | 1905   |
| 35   | 36         | Australia            | 2ª Divisione A | 900                | 560                  | —                           | 480                 | 520                 | 520                | 1690   |
| 36   | 37         | Bulgaria             | 2ª Divisione B | 800                | 420                  | 380                         | 340                 | 340                 | 320                | 1655   |
| 37   | 35         | Messico              | 2ª Divisione B | 740                | 400                  | 360                         | 400                 | 360                 | 360                | 1600   |
| 38   | 38         | Turchia              | 2ª Divisione B | 760                | 340                  | 460                         | 300                 | 300                 | 300                | 1585   |
| 39   | 41         | Georgia              | 2ª Divisione A | 940                | 460                  | —                           | 380                 | 380                 | 380                | 1570   |
| 40   | 43         | Emirati Arabi Uniti  | 2ª Divisione B | 840                | 360                  | 320                         | 200                 | 220                 | 200                | 1505   |
| 41   | 40         | Belgio               | 2ª Divisione B | 820                | 440                  | —                           | 420                 | 440                 | 460                | 1470   |
| 42   | 39         | Taipei cinese        | 3ª Divisione A | 720                | 300                  | 440                         | 240                 | 240                 | 240                | 1455   |
| 43   | 42         | Nuova Zelanda        | 2ª Divisione B | 780                | 440                  | —                           | 360                 | 400                 | 400                | 1390   |
| 44   | 44         | Lussemburgo          | 3ª Divisione A | 640                | 280                  | 300                         | 280                 | 260                 | 260                | 1280   |
| 45   | 46         | Thailandia           | 3ª Divisione A | 660                | 220                  | 340                         | 140                 | 160                 | 160                | 1190   |
| 46   | 48         | Turkmenistan         | 3ª Divisione A | 700                | 320                  | —                           | 260                 | 280                 | 280                | 1140   |
| 47   | 49         | Kirghizistan         | 3ª Divisione B | 600                | 160                  | 400                         | 100                 | 100                 | 100                | 1095   |
| 48   | 47         | Hong Kong            | 3ª Divisione B | 560                | 220                  | 280                         | 180                 | 180                 | 180                | 1070   |
| 49   | 50         | Bosnia ed Erzegovina | 3ª Divisione B | 580                | 200                  | 260                         | 160                 | 140                 | 140                | 1040   |
| 50   | 51         | Sudafrica            | 3ª Divisione A | 680                | 240                  | —                           | 220                 | 200                 | 220                | 1020   |
| 51   | 52         | Kuwait               | 4ª Divisione   | 440                | 80                   | 240                         | 120                 | 120                 | 120                | 770    |
| 52   | 55         | Singapore            | 3ª Divisione B | 540                | 120                  | —                           | 40                  | —                   | —                  | 650    |
| 53   | 53         | Malaysia             | 3ª Divisione B | 500                | 100                  | —                           | 80                  | 80                  | —                  | 635    |
| 54   | 56         | Iran                 | 3ª Divisione B | 520                | 140                  | —                           | —                   | —                   | —                  | 625    |
| 55   | 54         | Filippine            | 4ª Divisione   | 480                | 100                  | —                           | 60                  | 60                  | —                  | 600    |
| 56   | 45         | Corea del Nord       | 3ª Divisione A | -                  | 360                  | —                           | 320                 | 320                 | 340                | 510    |
| 57   | 57         | Mongolia             | 4ª Divisione   | 460                | —                    | —                           | —                   | —                   | —                  | 460    |
| 58   | -          | Indonesia            | 4ª Divisione   | 420                | —                    | —                           | —                   | —                   | —                  | 420    |

## Classifica femminile

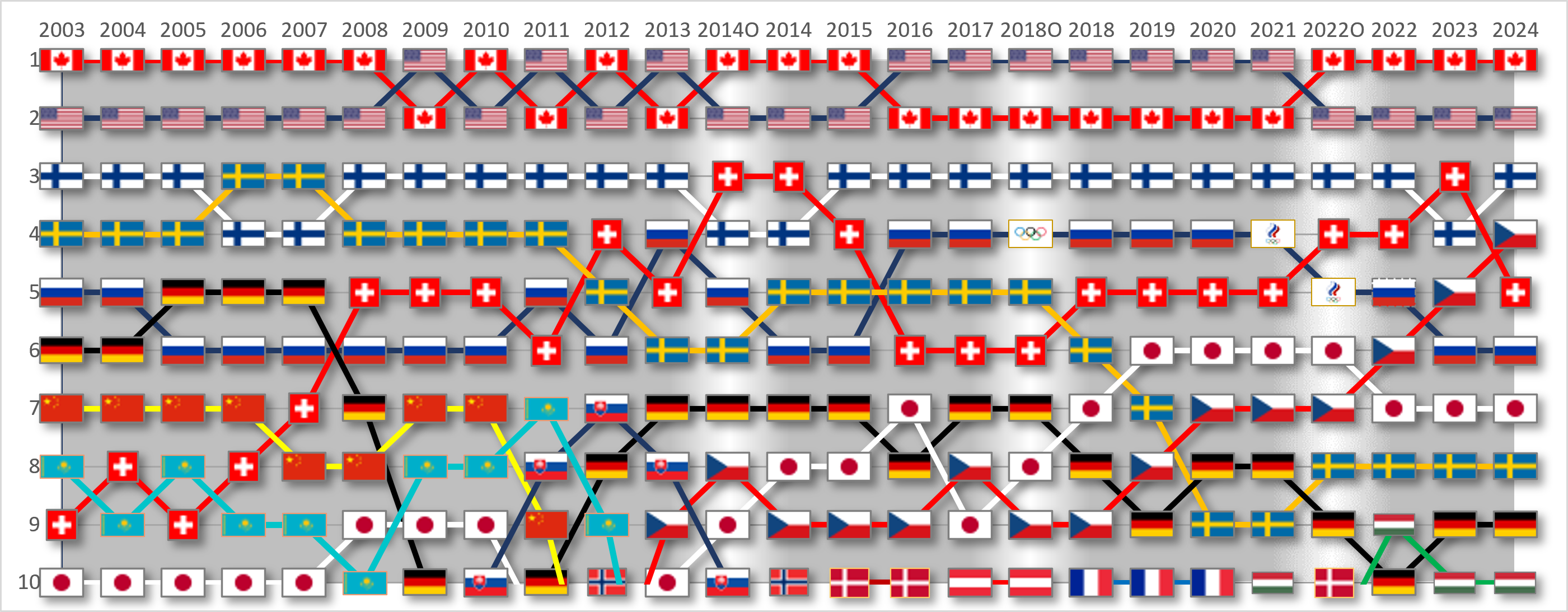
Evoluzione del ranking femminile.

Aggiornata al 15 settembre 2023.
| Pos. | Pos. prec. | Nazione              | Gruppo         | Qual. Olimpiche | CM 2023 (—) (100%) | CM 2022 (100%) (75%) | Olimpiadi 2022 (100%) (75%) | CM 2021 (75%) (50%) | CM 2020 (50%) (25%) | Totale 2023 | +/− | Totale 2022 | +/−   |
| ---- | ---------- | -------------------- | -------------- | --------------- | ------------------ | -------------------- | --------------------------- | ------------------- | ------------------- | ----------- | --- | ----------- | ----- |
| 1    | 1          | Canada               | Gruppo A       | 1560            | 1200               | 1200                 | 1200                        | 1160                | 1120                | 4250        | --  | 4160        | --    |
| 2    | 2          | Stati Uniti          | Gruppo A       | 1600            | 1160               | 1160                 | 1160                        | 1200                | 1200                | 4220        | --  | 4090        | --    |
| 3    | 4          | Svizzera             | Gruppo A       | 1400            | 1100               | 1100                 | 1100                        | 1060                | 1060                | 3965        | +1  | 3820        | --    |
| 4    | 3          | Finlandia            | Gruppo A       | 1460            | 1040               | 1120                 | 1120                        | 1120                | 1160                | 3920        | -1  | 3850        | --    |
| 5    | 6          | Rep. Ceca            | Gruppo A       | 1520            | 1120               | 1020                 | 1020                        | 1020                | 1040                | 3890        | +1  | 3675        | +1    |
| 6    | 7          | Giappone             | Gruppo A       | 1420            | 1060               | 1040                 | 1040                        | 1040                | 1000                | 3775        | +1  | 3650        | -1    |
| 7    | 5          | Russia               | Espulsa        | 1340            | 1100               | 1060                 | 1060                        | 1100                | 1100                | 3765        | -2  | 3780        | --    |
| 8    | 8          | Svezia               | Gruppo A       | 1440            | 1020               | 1000                 | 960                         | 920                 | 960                 | 3665        | --  | 3440        | --    |
| 9    | 10         | Germania             | Gruppo A       | 1400            | 960                | 860                  | 1000                        | 1000                | 1020                | 3515        | +1  | 3325        | -1    |
| 10   | 9          | Ungheria             | Gruppo A       | 1360            | 1000               | 920                  | 960                         | 940                 | 920                 | 3515        | -1  | 3340        | +2    |
| 11   | 12         | Francia              | Gruppo A       | 1340            | 920                | 880                  | 920                         | 900                 | 940                 | 3375        | +1  | 3175        | --    |
| 12   | 11         | Danimarca            | Division I A   | 1220            | 940                | 940                  | 940                         | 960                 | 900                 | 3340        | -1  | 3290        | -1    |
| 13   | 13         | Norvegia             | Division I A   | 1220            | 900                | 840                  | 880                         | 880                 | 880                 | 3185        | --  | 3060        | +1    |
| 13   | 14         | Austria              | Division I A   | 1220            | 860                | 900                  | 860                         | 860                 | 860                 | 3185        | --  | 3050        | -1    |
| 15   | 15         | Slovacchia           | Division I A   | 1220            | 880                | 820                  | 840                         | 840                 | 840                 | 3125        | --  | 2960        | --    |
| 16   | 16         | Cina                 | Division I A   | 1220            | 820                | 960                  | 740                         | 740                 | 740                 | 3110        | --  | 2890        | +1    |
| 17   | 18         | Paesi Bassi          | Division I A   | 1220            | 840                | 740                  | 780                         | 820                 | 800                 | 3000        | +1  | 2775        | +1    |
| 18   | 17         | Italia               | Division I B   | 1160            | 780                | 800                  | 820                         | 800                 | 820                 | 2955        | -1  | 2800        | -1    |
| 19   | 19         | Corea del Sud        | Division I B   | 1200            | 740                | 780                  | 800                         | 780                 | 780                 | 2935        | --  | 2705        | -1    |
| 20   | 20         | Polonia              | Division I B   | 1180            | 800                | 760                  | 760                         | 760                 | 760                 | 2920        | --  | 2700        | --    |
| 21   | 22         | Slovenia             | Division I B   | 1140            | 720                | 680                  | 680                         | 700                 | 680                 | 2705        | +1  | 2430        | --    |
| 22   | 21         | Kazakistan           | Division I B   | 1100            | 760                | 660                  | 720                         | 720                 | 720                 | 2705        | -1  | 2500        | --    |
| 23   | 23         | Regno Unito          | Division I B   | 1120            | 700                | 720                  | 660                         | 660                 | 660                 | 2680        | --  | 2410        | --    |
| 24   | 24         | Spagna               | Division II A  | 1060            | 660                | 700                  | 640                         | 640                 | 640                 | 2560        | --  | 2320        | --    |
| 25   | 25         | Messico              | Division II A  | 1040            | 620                | 640                  | 620                         | 620                 | 620                 | 2450        | --  | 2190        | --    |
| 26   | 26         | Taipei cinese        | Division II A  | 1020            | 640                | 620                  | 540                         | 580                 | 560                 | 2380        | --  | 2095        | --    |
| 27   | 27         | Islanda              | Division II A  | 1000            | 580                | 600                  | 520                         | 540                 | 520                 | 2280        | --  | 1970        | --    |
| 28   | 28         | Turchia              | Division II B  | 860             | 540                | 580                  | 580                         | 500                 | 500                 | 2115        | --  | 1930        | --    |
| 29   | 29         | Lettonia             | Division II A  | 1080            | 680                | --                   | 700                         | 680                 | 700                 | 2110        | --  | 1720        | --    |
| 30   | 30         | Hong Kong            | Division III A | 840             | 360                | 560                  | 460                         | 340                 | 380                 | 1845        | --  | 1530        | --    |
| 31   | 33         | Australia            | Division II B  | 940             | 560                | --                   | 560                         | 560                 | 580                 | 1780        | +2  | 1405        | --    |
| 32   | 34         | Lituania             | Division III A | 800             | 440                | 520                  | 340                         | 360                 | --                  | 1780        | +2  | 1395        | +2    |
| 33   | 32         | Bulgaria             | Division III A | 760             | 420                | 540                  | 360                         | 380                 | 360                 | 1755        | -1  | 1510        | --    |
| 34   | 35         | Nuova Zelanda        | Division II B  | 920             | 540                | --                   | 500                         | 520                 | 540                 | 1705        | +1  | 1310        | -1    |
| 35   | 36         | Croazia              | Division II B  | 880             | 500                | --                   | 480                         | 480                 | 480                 | 1615        | +1  | 1220        | -1    |
| 36   | 39         | Belgio               | Division II B  | 960             | 460                | --                   | 400                         | 420                 | 420                 | 1610        | +3  | 1075        | --    |
| 37   | 37         | Sudafrica            | Division II B  | 900             | 520                | --                   | 420                         | 440                 | 400                 | 1610        | --  | 1155        | +1    |
| 38   | 38         | Ucraina              | Division III A | 820             | 460                | --                   | 380                         | 460                 | 440                 | 1470        | --  | 1085        | +2    |
| 39   | 40         | Romania              | Division III A | 780             | 420                | --                   | 440                         | 400                 | 460                 | 1415        | +1  | 1065        | -3    |
| 40   | 31         | Corea del Nord       | Division II A  | --              | 620                | --                   | 600                         | 600                 | 600                 | 1315        | -9  | 1520        | --    |
| 41   | 41         | Estonia              | Division III A | 740             | 340                | --                   | 320                         | --                  | --                  | 1155        | --  | 580         | --    |
| 42   | 42         | Bosnia ed Erzegovina | Division III B | 680             | 300                | --                   | 300                         | --                  | --                  | 1055        | --  | 525         | --    |
| 43   | 43         | Serbia               | Division III B | 720             | 320                | --                   | --                          | --                  | --                  | 960         | --  | 320         | nuova |
| 44   | 44         | Israele              | Division III B | 700             | 280                | --                   | --                          | --                  | --                  | 910         | --  | 280         | nuova |